# Kanrei
Kanrei (japonsky: 管領) je nejčastěji překládáno jako šógunův zástupce. Po roce 1337 existoval tento titul ve dvou variantách: Kantó Kanrei a Kjóto Kanrei. Roku 1367 obdržel titul Kjóto Kanrei Jorijuki Hosokawa. Aby si Jorijuki zajistil patřičnou loajalitu potenciálních kandidátů na tento titul a zabránil tak případným vojensko-politickým konfliktům, nabídl sdílení titulu dvěma dalším klanům, Šibům a Hatakejamům. Tak vznikl historický pojem San-Kan, neboli Tři zástupci. 
Po pádu šógunátu Kamakura vytvořil šógun Takaudži Ašikaga druhý post zástupce – Kantó Kanrei, který měl mít na starosti východní část země, oblast nížiny Kantó. Prvním vybraným na tuto pozici se stal roku 1337 Jošiakira Ašikaga. Rodina Ašikaga si udržel tento titul až do roku 1439. Právě toho roku došlo k nepokojům na východě, povstaleckým tendencím Močiudžiho Ašikagy a moci (tedy i titulu) se chopil Norizane Uesugi. Klan Uesugi si pak tento titul udržel až do roku 1552, kdy byl oficiálně zrušen. Těžko říci, zda měl tento titul funkci brzdy, která bránila otevřenému konfliktu mezi klanem Uesugi a klanem Takeda.

## Držitelé titulu šógunova zástupce

### Šicudži
- Kó no Moronao
- Kó no Morojo
- Kó no Moronao
- Jorimasa Niki
- Kijoudži Hosokawa

### Kanrei
- Jošimasa Šiba
- Jorijuki Hosokawa
- Jošimasa Šiba
- Jorimoto Hosokawa
- Motokuni Hatakejama
- Jošišige Šiba
- Micuie Hatakejama
- Micumoto Hosokawa
- Močijuki Hosokawa
- Motokuni Hatakeyama
- Kacumoto Hosokawa
- Masanaga Hatakejama
- Masamoto Hosokawa
- Sumijuki Hosokawa
- Sunimoto Hosokawa
- Takakuni Hosokawa
- Harumoto Hosokawa
- Sadajori Rókkaku
- Udžicuna Hosokawa
- Norizane Uesugi
- Kijotaka Uesugi